# Masahiro Yoshimura
Masahiro Yoshimura (jap. 吉村 昌弘 Yoshimura Masahiro; ur. 28 października 1936 w Uwajimie, zm. 27 września 2003) – japoński pływak. Srebrny medalista olimpijski z Melbourne.
Specjalizował się w stylu klasycznym. Zawody w 1956 były jego jedynymi igrzyskami olimpijskimi. Medal zdobył na dystansie 200 metrów żabką, wyprzedził go jedynie jego rodak Masaru Furukawa.